# Doilungdêqên
Doilungdêqên (em tibetano: སྟོད་ལུང་བདེ་ཆེན་རྫོང་; em chinês simplificado: 堆 龙 德庆 县) é um condado da cidade de Lassa, capital da região autônoma do Tibete, na China. Localiza-se ao noroeste da região central da cidade.